# Josip Pliverić
Josip Pliverić, (Nova Gradiška, 4. veljače 1847. – Zagreb, 17. srpnja 1907.) hrvatski pravnik, sveučilišni profesor, teoretičar hrvatskog državnog prava i saborski zastupnik. 
Pliverić je bio rektor Zagrebačkog sveučilišta u akademskoj godini 1892./1893. i 1904./1905., profesor na Pravnom fakultetu te zastupnik u Hrvatskom saboru od 1892. do 1906. godine s tim da je bio izabran i za člana hrvatskog zastupstva u zajedničkom Ugarsko-hrvatskom saboru u Budimpešti.

## Važnija djela
- "Spomenica o državopravnih pitanjih hrvatsko-ugarskih", Komisionalna naklada knjižare L. Hartmana (Stjepan Kugli), Zagreb, 1907.

## Vanjske poveznice
- Josip Pliverić, Državni arhiv u Zagrebu  Arhivirana inačica izvorne stranice od 17. siječnja 2014. (Wayback Machine)
- Josip Pliverić, Sveučilište u Zagrebu